# Босхарт, Томас Виллебортс
Томас Виллебортс Босхарт (нидерл. Thomas Willeboirts Bosschaert; 1613 — 23 января 1654, Антверпен) — фламандский художник эпохи барокко. Представитель Антверпенский школы, ученик Герарда Сегерса.

## Биография
Родился в католической семье. Около 1628 года перебрался в крупный торговый город Антверпен, известный художественный центр. Стал помощником в мастерской художника Герарда Сегерса, где восемь лет осваивал художественное мастерство. В 1636 или 1637 году стал гражданином Антверпена и членом местной гильдии Святого Луки.
После этого получил звание мастера с правом открыть собственную мастерскую и набирать учеников. Известно, что годами сотрудничал с местными художниками, среди которых: Даниэль Сегерс, Франс Снейдерс, Ян Фит, Адриан ван Утрехт, Пауль де Вос.
На талантливого художника обратил внимание сам Рубенс. Известно, что он пригласил Томаса Босхарта к выполнению картин по заказу испанского короля Филиппа IV для дворца Торре де ла Парада (например, «Диана и Эндимион»).
После смерти Рубенса Томас Босхарт работает самостоятельно. Как известного декоратора его ценит штатгальтер Фредерик-Генрих Оранский, заказывавший ему полотна. После смерти штатгальтера его заказчицей става вдова штатгальтера, которая привлекла талантливого художника для украшения зала славы Оранской династии во дворце Хёйс-тен-Бос близ Гааги.
Среди заказчиков художника также были вельможи Испании. Его ценили за близость к художественной манере ван Дейка. Впоследствии это не раз приводило к путанице: произведения Томаса Босхарта принимали за работы ван Дейка, который работал и умер в Англии.
Томас Босхарт умер в январе 1654 года в Антверпене.